# Bajram Curri
För staden med samma namn, se Bajram Curri (stad).
Bajram Curri, född 1862 i Gjakova i Kosovo i Osmanska riket, död den 29 mars 1925 i Albanien, var en av personligheterna under den albanska nationella frihetskampen. Han ledde gerillatrupper mot osmanska rikets arméer under första världskriget. När Albanien blev självständigt ingick Bajram Curri i regeringen och blev arméchef. Han kom dock 1925 i konflikt med den nye presidenten Ahmet Zogu och omringades av dennes trupper i Tropoja i norra Albanien. 29 mars 1925 tog han sitt liv för att undvika att tas till fånga. Staden Dragobi där han dog uppkallades efter honom under kommunisttiden.